# Freudenthal (Kreis Preußisch Eylau)
Freudenthal war vor 1945 ein Ort im ostpreußischen Kreis Preußisch Eylau. Seine Ortsstelle gehört heute zum Munizipalkreis Rajon Prawdinsk (Stadtkreis Friedland (Ostpreußen)) in der Oblast Kaliningrad (Gebiet Königsberg (Preußen)) der Russischen Föderation.

## Geographische Lage
Die Ortsstelle von Freudenthal liegt im südlichen Westen der Oblast Kaliningrad, 17 Kilometer nordöstlich der früheren Kreisstadt Preußisch Eylau (russisch Bagrationowsk) bzw. 15 Kilometer nordwestlich der heutigen Rajonshauptstadt Prawdinsk (deutsch Friedland (Ostpreußen)).

## Geschichte
Das Gut Freudenthal wurde 1798 gegründet. Als eigenständiger Gutsbezirk kam Freudenthal 1874 zum neu errichteten Amtsbezirk Abschwangen (russisch Tischino) im Kreis Preußisch Eylau in Ostpreußen. 61 Einwohner wies Freudenthal im Jahre 1910 auf.
Am 30. September 1928 gab Freudenthal seine Eigenständigkeit auf und wurde mit dem Nachbarort Neu Waldeck (russisch Kaschtanowo) in die neue Landgemeinde Almenhausen (russisch auch: Kaschtanowo) eingegliedert.
In Kriegsfolge kam Freudenthal 1945 mit dem gesamten nördlichen Ostpreußen zur Sowjetunion. Ab diesem Zeitpunkt verliert sich seine Spur, denn weder ist eine russische Namensgebung noch eine Zuordnung zu einem Dorfsowjet belegt. Der Ort scheint nicht mehr besiedelt worden zu sein. Er gilt heute offiziell als untergegangen. Seine Ortsstelle liegt jetzt im Rajon Prawdinsk (Stadtkreis Friedland (Ostpreußen)) innerhalb der russischen Oblast Kaliningrad (Gebiet Königsberg (Preußen)).

## Religion
Mit seiner überwiegend evangelischen Bevölkerung war Freudenthal bis 1945 in den Sprengel Almenhausen (russisch Kaschtanowo) im Kirchspiel Almenhausen/Abschwangen in der Kirchenprovinz Ostpreußen der Kirche der Altpreußischen Union eingepfarrt.

## Verkehr
Die nur noch schwer erkennbare Ortsstelle Freudenthals ist von Kaschtanowo (Almenhausen) aus zu erreichen, wo von der Regionalstraße 27A-083 (ex A 196, frühere deutsche Reichsstraße 131) eine Landwegverbindung besteht. Bis 1945 war Neu Waldeck die nächste Bahnstation. Sie lag an der Bahnstrecke Königsberg–Angerburg, deren Befahrung 1945 eingestellt wurde.